# BSC Winterberg
Der Bob- und Schlittensportclub Sauerland Winterberg, kurz BSC Winterberg, ist ein Wintersportverein aus Winterberg, der die Sportarten Rennrodeln, Skeleton und Bobsport anbietet und die Bob- und Rodelbahn Winterberg Hochsauerland betreibt.

## Geschichte
Im Mai 1910 wurde von zehn örtlichen Honoratioren der Verein „Sauerländische Bobleigh Club für Rheinland, Hessen und Westfalen“ in Winterberg gegründet. Zu den Gründungsmitgliedern des Vereins, der sich am Beginn als Vertreter eines idealen Sportbegriffes sahen, gehörte auch Richard zu Sayn-Wittgenstein-Berleburg, der das Protektorat innehatte und zum Ehrenpräsidenten ernannt wurde. Den ersten Vorstand bildeten Oberförster C. Hagemann aus Winterberg (1. Vorsitzender), Bankdirektor D. Becker aus Essen (2. Vorsitzender), Walter Dicke aus Barmen (1. Schriftführer), Hermann Eckert aus Barmen (2. Schriftführer), Heinrich Kligge aus Winterberg (Kassierer) sowie Max Hagedorn aus Barmen (Beisitzer) und Josef Dauber aus Winterberg (Beisitzer). Die erste Geschäftsstelle befand sich in der Gewerbeschulstraße 74 in Barmen.
Nach den Bobclubs von Oberhof (1906) und Schierke (1909) war es der dritte deutsche Bobclub. Noch im selben Jahr wurde erstmals eine Natureisbahn angelegt. Am 8. Januar 1911 wurde das Eröffnungsrennen durchgeführt. Das siegreiche Bobteam trug den Namen „Favorit“. 1911 wurde auch ein Clubhaus errichtet. Bis Ende 1912 hatte der Verein 120 Mitglieder, bis zu den 1930er Jahren sollte sich die Zahl noch stark vermehren. 1914 wurde ihm die Durchführung der ersten Skeleton-Europameisterschaft übertragen.
Nach einer Zwangspause aufgrund des Ersten Weltkrieges gab es ab 1919/20 wieder Sportwettbewerbe. Am 28. Januar 1923 fanden die deutschen Meisterschaften im Bobsport auf der Winterberger Bahnstatt. Sieger wurde der Fünferbob des Winterberger Piloten Willi Herbrechter. Mittlerweile hieß der Verein „Sauerländischer Bob- und Auto-Clubs“ und hatte auch eine Automobilsport-Abteilung. 1933 wurde die Bahn auf 1.610 m Länge ausgebaut, sie galt als die modernste ihrer Zeit. Es gab einen Bobschuppen, Starthaus und sogar eine Wasserberieselungsanlage. Doch erlebte der Verein in den 1930er Jahren einen Niedergang. Der elitäre Gedanke passte nicht in das Bild der gleichgeschalteten Deutschen der Zeit des Nationalsozialismus. 1937 hatte der Verein nur noch 87 Mitglieder. Nach dem Zweiten Weltkrieg begann schon ab 1946 der sportliche Wiederaufbau. 1954 war man Gastgeber der einzigen Gesamtdeutschen Juniorenmeisterschaft, 1961 der Deutschen Meisterschaft. Völlig überraschend konnte der Winterberger Viererbob Butz/Butz/Wahle/Steinhausen den Titel gewinnen.
Da der Aufwand die Bahn zu präparieren immer schwieriger wurde, reifte ab 1969/70 die Idee heran, nach dem Vorbild Berchtesgadens eine zweite Kunsteisbahn in Deutschland zu errichten. Nachdem sich unter anderem der Bundestagsabgeordnete Ferdinand Tillmann der Thematik angenommen wurde, konnte gegen den Widerstand aus Bayern der Beschluss zum Bau einer zweiten Kunsteisbahn getroffen werden. 30. September 1976 war Baubeginn, am 10. Dezember 1977 Einweihung. Es wurde eine der schnellsten Bahnen der Welt. Am 3. Februar 1989 konnte Georg Hackl mit 144,7 km/h die bis heute höchste Geschwindigkeit mit einem Rennrodel erreichen. Bis heute erfolgten schon mehrere notwendige Umbauten um die Sicherheit zu erhöhen und die Übertragung durch das Fernsehen besser zu ermöglichen. 1993 erfolgte die Umbenennung zu BSC Winterberg. Zu der Zeit wechselten auch mehrere Spitzensportler aus der früheren DDR nach Winterberg und halfen, den Verein zur deutschen und zur Weltspitze zu führen.

## Persönlichkeiten
Derzeit sind Rene Spies für den Bereich Bobsport, Steffen Wöller, Katja Haupt für den Bereich Rennrodeln und Benjamin Piel, Uwe Schupp für den Bereich Skeleton als leitende Trainer verantwortlich.
Bedeutende Sportler des Vereins sind oder waren:
- Im Bobsport: Norman Dannhauer, Rolf Dauber, Christian Friedrich, Matthias Höpfner, Alexander Mann, Jens Nohka, Thomas Pöge, Patricia Polifka, Anja Schneiderheinze-Stöckel, Alois Schnorbus, Christin Senkel, René Spies, Dirk Wiese
- Im Rennrodeln: Jana Bode, Yves Mankel, Corinna Martini, Thomas Rudolph, Steffen Skel, Madeleine Teuber, Steffen Wöller, Katrin Rudolph, Cheyenne Rosenthal
- Im Skeleton: Alex Gaszner, Alexander Rotte, Hannah Neise und Sandro Stielicke.